# Baradine
Die Baradine (I) war ein 1921 in Dienst gestelltes Passagierschiff der britischen Reederei Peninsular and Oriental Steam Navigation Company (P&O), das im Passagier- und Postverkehr zwischen Großbritannien und Australien eingesetzt wurde. 1936 wurde die Baradine in Schottland abgewrackt.

## Das Schiff
Das 13.144 BRT große Dampfschiff Baradine war das erste von fünf Schwesterschiffen, die Anfang der 1920er Jahre bei Harland & Wolff im nordirischen Belfast gebaut wurden. Sie lief am 27. November 1920 vom Stapel und wurde am 18. August 1921 fertiggestellt. 1922 folgten nacheinander die anderen vier Schiffe. Diese waren die Ballarat (III) (13.033 BRT), die Balranald (I) (13.039 BRT), die Bendigo (I) (13.039 BRT) und die Barrabool (13.148 BRT). Diese Schiffe wurden hauptsächlich für den Auswandererverkehr gebaut und hatten nur Kabinen der Dritten Klasse für 491 Personen sowie 743 temporäre Plätze.
Das 158,49 Meter lange und 19,50 Meter breite Passagier- und Frachtschiff hatte einen Schornstein, zwei Masten und zwei Propeller und konnte eine Geschwindigkeit von 13 Knoten erreichen. Dies lag weit hinter den 17,5 Knoten der kurz zuvor in Dienst gestellten P&O-Dampfer Narkunda und Naldera, die eher für den gehobenen Service gebaut worden waren.
Die Baradine lief am 22. September 1921 in London zu ihrer Jungfernfahrt nach Melbourne und Sydney via Kapstadt aus. Durch eine Überholung des Schiffs im Jahr 1929 wurde die Geschwindigkeit auf 15 Knoten erhöht und es wurde von Kohleverbrennung auf Kraftstoff umgestellt. Am 12. April 1929 fuhr sie über Malta und Colombo nach Melbourne und Sydney. Am 13. März 1936 lief die Baradine zu ihrer letzten Überfahrt aus. Danach wurde sie an die britische Regierung verkauft, die sie wiederum zum Abbruch nach Dalmuir (Schottland) verkaufte, wo sie im Juli 1936 abgewrackt wurde.